# 超分量
超分量（Overdose、2005年4月2日出生），是一匹在英國出生，在匈牙利受訓的競賽馬匹，曾保持十四連勝的紀錄，並於歐洲主要賽馬國家取得勝利，被英國傳媒稱為「布達佩斯子彈」（Budapest Bullet）。

## 競賽生涯
超分量在達索德12月周歲拍賣會中僅以2000堅尼（2100英磅）成交。2007年兩歲馬的時候已經在東歐各地出賽，取得了六連勝。在三歲的時候，超分量被運往德國出賽，結果首先勝出德國一場表列賽，在7月18日挑戰三級賽以一個半馬位勝出，其後挑戰巴登舉行的二級賽金馬鞭錦標，結果以兩個馬位取勝。超分量於是被安排角逐法國一級賽隆尚教堂大賽，在法國的賠率僅次於黃金商人成為次熱門，不過賽事發生小風波，由於開閘機出現問題，其中一匹未能順利出閘，雖然賽會立即叫停賽事，但是騎師薛寶力沒有理會，繼續策騎，結果以54秒5上佳時間完成。雖然賽會將賽事押後最後一場好讓馬匹調整，但是馬匹過於疲倦只好退出。
2009年準備以皇家雅士谷的皇席錦標及金禧錦標為目標，在勝出匈牙利舉行的一級賽後，卻出現腳傷，未能角逐一級賽。結果2009年只能出賽一場賽事。之後因為練馬師前往德國發展以及馬主在羅馬尼亞被警方逮捕，其後馬主改由其他人合資，超分量仍然留在匈牙利，改由盧兆輝訓練。
2010年，一度傳出的薛寶力擔任超分量的主力騎師，但因為在香港的受傷，使他不得不回到德國養傷。7月在斯洛伐克復出取勝，再於匈牙利勝出一場賽事。在8月尾出戰金馬鞭錦標，找回法國著名騎師蘇銘倫策騎，但是馬匹轉自直路末段後毫無反應，只能以第七名完成，之後取消角逐隆尚教堂大賽。
2011年，再度與薛寶力合作，首先在巴登一場普通讓賽中勝出。之後角逐英國神殿錦標，在英國莊家開出不到2倍的大熱門下，結果以第七名完成。不過超分量仍然角逐英國的皇席錦標，在賽事中超分量起步最後，但中段被香港馬金德寶所取代，去到末段只能維持均速，被大禁令及重要證人超越後以第四名完成。休息接近五個月，超分量在意大利的三級賽上陣，最終以半個馬位取勝而回。其後因傷無緣出戰杜拜賽馬嘉年華，最後退役。
2015年7月，超分量因腹絞痛病發，與世長辭，終年十歲。

## 血統背景
父系Starborough是1994年出生曾勝出聖詹姆斯皇宮錦標及莊柏德錦標，其後主要在法國配種，子嗣以中短途為主。母系Our Poppet出自Warning，未曾出賽，超分量是牠的第二胎，其中已出賽的半兄弟均取得勝利。

## 外部連結
- 血統表 （页面存档备份，存于）